# Lasse Vigen Christensen
Lasse Vigen Christensen (* 15. srpna 1994, Esbjerg, Dánsko) je dánský fotbalový záložník a mládežnický reprezentant, který hraje v klubu Fulham FC.

## Klubová kariéra
V Dánsku hrál v mládežnických týmech klubů Esbjerg fB a FC Midtjylland. V profesionální kopané debutoval na podzim 2011 v dresu anglického celku Fulham FC.

## Reprezentační kariéra
Lasse Vigen Christensen nastupoval za dánské mládežnické reprezentační od kategorie U16. Zúčastnil se Mistrovství Evropy hráčů do 21 let 2015 konaného v Praze, Olomouci a Uherském Hradišti, kde byli mladí Dánové vyřazeni v semifinále po porážce 1:4 ve skandinávském derby pozdějším vítězem Švédskem.